# Бобуй
Бобуй (кирг. Бөбүй) — село в Ноокенском районе Джалал-Абадской области Кыргызстана. Входит в состав Сакалдинского айылного аймака.

## География
Село расположено в южной части области, на берегах реки Шаркыратма, на расстоянии приблизительно 11 километров (по прямой) к юго-западу от села Масы, административного центра района. Абсолютная высота — 548 метров над уровнем моря.

## Население
Согласно оценочным данным Национального статистического комитета Кыргызской Республики, численность населения села на начало 2023 года составляла 697 человек.
| год     | 2009 | 2014 | 2015 | 2020 | 2021 | 2023 |
| ------- | ---- | ---- | ---- | ---- | ---- | ---- |
| человек | 629  | 712  | 467  | 550  | 665  | 697  |